# Mira Markström
Mira Markström, född den 30 januari 2005, är en svensk innebandysspelare som spelar för Pixbo och svenska damlandslaget. Fram till 2023 satsade hon även på ishockey och spelade för HV71 i SDHL.
Mira Markström har med det svenska landslaget tagit ett silver i World Games år 2025. Hon har även tagit ett Champions Cup-guld och blev 2022 utsedd till Årets rookie och till Sveriges största talang i SSL.